# Nectriopsis microthecia
Nectriopsis microthecia är en svampart som beskrevs av Samuels 1988. Nectriopsis microthecia ingår i släktet Nectriopsis och familjen Bionectriaceae.   Inga underarter finns listade i Catalogue of Life.